# Cadrema femorata
Cadrema femorata är en tvåvingeart som först beskrevs av Lamb 1912.  Cadrema femorata ingår i släktet Cadrema och familjen fritflugor. Inga underarter finns listade i Catalogue of Life.